# J.D. Drew
David Jonathan Drew (Valdosta, Georgia, 20 de noviembre de 1975), más conocido como J.D. Drew, es un exjugador profesional estadounidense de béisbol que se desempeñó en la posición de jardinero derecho en las Grandes Ligas de Béisbol (MLB). Logró obtener el premio MVP (jugador más valioso del Juego de Estrellas).

## Carrera
Drew jugó como profesional seis temporadas en St. Louis Cardinals (1998-2003), después pasó a Atlanta Braves (2004), luego a Los Angeles Dodgers (2005-2006), posteriormente a Boston Red Sox, donde jugó cinco temporadas (2007-2011), y fue el equipo en el que se retiró.

## Premios
Fue galardonado con el MVP (jugador más valioso del Juego de Estrellas) en una oportunidad (2008).